# 142ª Brigata meccanizzata
La 142ª Brigata meccanizzata autonoma (in ucraino 142-га окрема механізована бригада?, 142-ha okrema mechanizovana bryhada, unità militare A4820) è un'unità di fanteria meccanizzata delle Forze terrestri ucraine, subordinata al Comando operativo "Est" e con base a Krasnohrad.

## Storia
La brigata è stata creata il 15 febbraio 2023 come 142ª Brigata fanteria autonoma (in ucraino 142-га окрема піхотна бригада?, 142-ha okrema pichotna bryhada) durante l'espansione della riserva dell'esercito ucraino, aggregando battaglioni di fucilieri reclutati in diverse regioni dell'Ucraina di competenza del Comando operativo "Est". A giugno elementi della brigata sono stati impiegati al fronte per la prima volta, colpendo posizioni russe nell'oblast' di Donec'k.
Nel dicembre 2024 la brigata è stata riorganizzata come unità meccanizzata, facendo seguito alla 141ª Brigata. Alla fine di giugno 2025 ha ricevuto in dotazione i Leopard 1A5 forniti dalla Germania ed è entrata a far parte del 9º Corpo d'armata.

## Struttura
- Comando di brigata[7]
- 425º Battaglione fucilieri[8]
- 457º Battaglione fanteria (unità militare A4952)[9]
- 458º Battaglione fanteria[10]
- 459º Battaglione fanteria (unità militare A4958)[11]
- 460º Battaglione fanteria (unità militare A4961)[12]
- 461º Battaglione fanteria (unità militare A4963)[13]
- 462º Battaglione fanteria (unità militare A4967)[14]
- Battaglione sistemi senza pilota
- Compagnia ricognizione
- Compagnia controcarri
- Compagnia difesa contraerea
- Compagnia genio
- Compagnia manutenzione
- Compagnia medica

## Comandanti
- Colonnello Andrij Džus (febbraio 2023 - in carica)[15]